# Peter Wegner
Peter A. Wegner (20 de agosto de 1932 - 27 de julio de 2017) era un informático que hizo contribuciones significativas a la teoría de la programación orientada a objetos durante los años 1980 y a la relevancia de la tesis de Church-Turing para aspectos empíricos de la informático durante los años 1990 hasta el presente. En 2016, Wegner escribió una breve autobiografía para Conduit, la revista anual de informática de la Brown University.

## Educación
Wegner fue educado en la Universidad de Cambridge y recibió un diploma de Licenciado en Análisis Numérico e Informática Automática en 1954, una etapa en la que aun no había doctorados. Fue premiado con un doctorado de la Universidad de Londres en 1968 por su libro Programming Languages, Information Structures, and Machine Organization, con Maurice Wilkes como su supervisor.

## Investigación
El trabajo seminal de anterior trabajo fue On Understanding Types, con Luca Cardelli como coautor. También fue coautor de diversos artículos y participó como editor en el libro Interactive Computation: the New Paradigm, publicado en 2006.

## Premios
Wegner fue iniciado como miembro de la Association for Computing Machinery (ACM) en 1995 y recibió el ACM Distinguished Service Award en el año 2000. En 1999, fue premiado con la Cruz austriaca de Honor por la Ciencia y Arte, 1.ª clase ("Österreichisches Ehrenkreuz für Wissenschaft u. Kunst I. Klasse"), pero fue atropellado por un autobús y sufrió serios daños cerebrales en su viaje a Londres para recibir el premio. Se recuperó después de un largo periodo en estado de coma.
Fue el jefe de redacción de ACM Computing Surveys. y del The Brown Faculty Bulletin. Fue profesor en la Brown University.